# Ammopolia griseivinosa
Ammopolia griseivinosa är en fjärilsart som beskrevs av Rothschild. Ammopolia griseivinosa ingår i släktet Ammopolia och familjen nattflyn. Inga underarter finns listade i Catalogue of Life.